# Oskar Boesen
Oskar Boesen, né le 5 mai 2005 à Valence en Espagne, est un footballeur danois qui évolue au poste de milieu central au Silkeborg IF.

## Biographie

### En club
Né à Valence en Espagne de parents danois, Oskar Boesen grandit dans ce pays dans les premières années de sa vie avant de rejoindre le Danemark. Il est formé par le Valence CF et le Hvidovre IF avant de rejoidnre à l'été 2022 le Silkeborg IF, où il signe son premier contrat professionnel le 10 mars 2023.
C'est avec ce club qu'il fait ses débuts en professionnels, le 6 avril 2023 à l'occasion d'une rencontre de coupe du Danemark, contre le SønderjyskE. Il entre en jeu à la place de Lasse Vigen Christensen et son équipe s'impose sur le score de trois buts à deux.

### En sélection
Oskar Boesen représente l'équipe du Danemark des moins de 18 ans, jouant deux matchs en 2023.